# Wilhelm Klüver (Politiker)
Wilhelm Klüver (* 13. Februar 1929 in Achtrup; † 29. April 2014) war ein deutscher Politiker der dänischen Minderheit (SSW).
Von 1975 bis 1989 war Klüver stellvertretender Vorsitzender des SSW. 1989 löste er Gerhard Wehlitz im Amt des Vorsitzenden ab. Klüver selbst blieb bis 1997 im Amt.